# Stephanocyathus nobilis
Stephanocyathus nobilis är en korallart som först beskrevs av Henry Nottidge Moseley 1873.  Stephanocyathus nobilis ingår i släktet Stephanocyathus och familjen Caryophylliidae. Inga underarter finns listade i Catalogue of Life.